# Kickboxing klub Grom
Kickboxing klub "Grom" je jedini klub ovakvog tipa na prostoru Zapadne Hercegovine te jedan od uspješnijih borilačkih klubova u Hercegovini. Broji oko 40 stalnih članova. Sjedište mu je na adresi Hercega Stjepana Kosače 39, dok se treninzi odvijaju na adresi Bartola Kašića 2, GSD Posušje. Osnovan je 2012. godine i od tada pa sve do danas daje izvrsne rezultate i sportaše, nekada i iznad svojih mogućnosti. 2016. godine na katu gradske športske dvorane u Posušju dobiva vlastitu moderno opremljenu dvoranu i teretanu za kvalitetne treninge. Redoviti treninzi se održavaju ponedjeljkom, srijedom te četvrtkom u 19:15h. Glavni trener kluba je Tomislav Rezo.

Član je kickboxing saveza BiH, te Općinskog športskog saveza Posušje.
Domaći KBK GROM turniri
Na domaćem kickboxing turniru koje je organizirao KBK GROM 2013.godine koji se održao na igralištu iza OŠ Ivana Mažuranića Posušje okupilo je mnogo gledatelja, ne može se govoriti o točnim brojkama, ali po nekim procjenama više od 3000 gledatelja.
Na kickboxing turniru "Kralj ringa" 2014.godine koji se održao u Gradskoj športskoj dvorani bilo je nazočno više od 2000 gledatelja što ga čini jednim od najposjećenijih događaja u gradu.
USPJESI KLUBA OD OSNUTKA DO DANAS
Državno prvenstvo Mostar 2013. godine;6 medalja (5 bronci,1 srebro)
Domaći kickboxing turnir 2013.godine; 7 boraca, 3 prva mjesta te 4 druga mjesta 
Turnir Knin "Oluja u ringu" 2013. godine; 2 borca, 1 pobjeda
5. Internacionalni kickboxing kup "Ilidža open 2014. godine; 4 borca, 3 medalje (2 zlata, 1 srebro)
Domaći kickboxing turnir "Kralj Ringa" 2014. godine; 6 boraca, 4 pobjede
Državno prvenstvo Vitez 2015. godine; 8 boraca, 7 medalja (3 zlata, 1 srebro, 3 bronce)
7. Internacionalni turnir "Ilidža open" 2016. godine; 9 boraca, 9 medalja (2 zlata, 2 srebra, 9 bronci)
Državno prvenstvo Vitez 2016. godine; 11 boraca, 10 medalja (1 zlato, 2 srebra, 7 bronci)
Internacionalni turnir "Grand prix" Ilidža 2017. godine; 6 boraca, 4 medalje (4 srebra)
Kickboxing kup "Balkan Open" 2017. godine Tešanj; 4 borca, 3 medalje (3 bronce)
Kickboxing kup "Balkan Open" 2018. godine Tešanj; 1 borac (1 bronca)
Državno prvenstvo Gacko 2018. godine; 1 borac (1 bronca)